# Robert II van Bellême
Robert II van Bellême (circa 1052 - Dorset, 8 mei 1130) was van 1079 tot 1112 heer van Bellême, van 1094 tot 1112 graaf van Alençon, van 1098 tot 1102 graaf van Shrewsbury en van 1101 tot 1112 graaf iure uxoris van Ponthieu. Hij behoorde tot het huis Montgommery.

## Levensloop
Robert II was de oudste overlevende zoon van Rogier II van Montgomery, de eerste graaf van Shrewsbury, en diens echtgenote Mabilla van Bellême, vrouwe van Bellême en erfgename van het graafschap Alençon.
In 1077 nam hij samen met verschillende andere Normandische edelen deel aan de opstand van Robert Curthose tegen zijn vader, koning Willem de Veroveraar van Engeland. De opstand werd neergeslagen en alle deelnemers kregen gratie, maar desondanks liet Willem de Veroveraar hertogelijke garnizoenen in de belangrijkste burchten van de edelen plaatsen om toekomstige opstanden te vermijden. 
Na de moord op zijn moeder werd hij in 1079 heer van Bellême. Op die manier kwam hij in het bezit van de heuvellanden tussen Normandië en Maine.
Toen Willem de Veroveraar in 1087 stierf, liet zijn oudste zoon, Robert Curthose, onmiddellijk alle hertogelijke garnizoenen uit zijn burchten verdrijven. Robert Curthose, die de nieuwe hertog van Normandië werd, was niet in staat om de orde te bewaren in Normandië, waarvan Robert II gebruik maakte om oorlogen tegen zijn weinig machtige buurstaten te beginnen.
In 1088 begon Odo van Bayeux een opstand in een poging om Robert Curthose op de Engelse troon te krijgen in de plaats van zijn broer Willem II. Robert II werd naar Engeland gestuurd, waarna hij zich aansloot bij de verdedigers van het kasteel van Rochester. Nadat de rebellie onderworpen werd en mislukte, moesten de opstandelingen zich terugtrekken.
Robert II keerde vervolgens terug naar Normandië, waar Odo van Bayeux Robert Curthose er inmiddels van overtuigd had dat Robert een gevaar voor hem betekende. Toen hij het Normandische vasteland bereikte, werd Robert gearresteerd en gevangengezet, net als de jongere broer van Robert Curthose, de latere koning Hendrik I van Engeland. Roberts vader Rogier II van Montgommery kwam vervolgens vanuit Engeland naar Normandië, nam de burchten van zijn zoon over en keerde zich tegen Robert Curthose. Curthose kon meerdere vestigingen veroveren, maar hij gaf de strijd al snel op en liet Robert terug vrij. 
Vervolgens hervatte Robert de oorlogen die hij tegen zijn buurstaten in het zuiden van Normandië voerde. Hij hielp Robert Curthose bij het onderwerpen van de opstand van de burgers van Rouen, met de bedoeling om zoveel mogelijk van hun eigendommen te kunnen bemachtigen. Daarna werd hij door Curthose gesteund in de strijd tegen zijn buurstaten. 
In 1094 veroverde Curthoses broer Hendrik I Domfront, een van de belangrijkste burchten van Robert II. Hij slaagde er niet de vesting te heroveren. Hetzelfde jaar stierf Roberts vader Rogier II. Terwijl zijn broer Hugo de Engelse bezittingen van zijn vader erfde, erfde Robert de Normandische goederen van zijn vader en werd hij graaf van Alençon. Hij kwam hierdoor in het bezit van het grootste deel van het centrale en zuidelijke deel van Normandië. In 1098 stierf Hugo, waardoor Robert eveneens in het bezit kwam van de Engelse bezittingen van zijn familie. Hij werd graaf van Shrewsbury en heer van Arundel.
Robert II was een van de edelen die in 1101 de Engelse invasie van Robert Curthose ondersteunde, evenals zijn broers Rogier Poitevin en Arnulf van Montgomery en zijn neef William FitzRobert. De invasie, die als doel had om koning Hendrik I van Engeland af te zetten, mislukte en eindigde met het Verdrag van Alton. Hierbij kregen de deelnemers aan de invasie amnestie, maar het was ook mogelijk om verraders te bestraffen. In 1102 legde Hendrik Robert een reeks belastingen voor. Omdat hij die niet accepteerde, belegerde en veroverde Hendrik I de Engelse burchten van Robert II. Vervolgens verloor Robert zijn Engelse bezittingen en titels en werd hij uit Engeland verbannen. 
Bij de Slag bij Tinchebrai in september 1106 was Robert een van de bevelhebbers in het leger van Robert Curthose. Het Normandische leger werd verslagen, maar in tegenstelling tot Robert Curthose kon Robert II zijn gevangenneming vermijden door het slagveld te ontvluchten. Normandië kwam nu onder de controle van Hendrik I en door zich te onderwerpen wist Robert II zijn Normandische bezit te behouden. Nadat hij meegewerkt had aan verschillende samenzweringen om onder meer Robert Curthose te bevrijden, werd hij in 1112 onteigend en gevangengezet in het Kasteel van Wareham in Dorset, waar hij tot aan zijn dood rond 1130 verbleef. 
Robert was een bekwaam heerser, een capabele militair en een deskundig burchtenbouwer, maar had ook een wrede en sadistische reputatie. 

## Huwelijk en nakomelingen
Op 9 september 1087 huwde hij met Agnes, dochter en erfgename van graaf Gwijde I van Ponthieu. Na de dood van zijn schoonvader werd hij in 1101 graaf van Ponthieu. Ze kregen volgende kinderen:
- Willem I (overleden in 1171), graaf van Ponthieu en Alençon
- Andreas
- Mabilla